# René Marie
René Marie, geboren als René Marie Stevens (Warrenton (Virginia), 7 november 1955), is een Amerikaanse jazzsinger-songwriter.

## Biografie
Ze begon haar professionele muziekcarrière op 42-jarige leeftijd. Oorspronkelijk trad ze op als René Croan en bracht ze haar eerste album onder deze naam uit in 1999. Dat jaar trad ze ook op in Blues Alley in Washington D.C. en tekende ze een contract met het in Saint Louis (Missouri) gevestigde Maxjazz label. Ze bracht vier albums uit bij het label, waarvan de tweede (Vertigo) een coronet-rangschikking kreeg van The Penguin Guide to Jazz, een onderscheiding die wordt gegeven aan minder dan 85 andere opnamen in de jazzgeschiedenis. In haar werk combineert de zangeres vaak contrasterende liedjes (Dixie en Strange Fruit bij Vertigo Records) of andere werken van Maurice Ravels Boléro en Leonard Cohens Suzanne bij Live at Jazz Standard.
René Marie zorgde voor controverse in 2008, toen ze werd uitgenodigd om The Star-Spangled Banner te zingen tijdens een publieksevenement in Denver en de songteksten te vervangen door die van Lift Every Voice and Sing. Dit arrangement van het volkslied maakt deel uit van de titulaire suite van Marie's cd uit 2011 The Voice of My Beautiful Country (Motéma Music). Ze is gespecialiseerd in het schrijven van haar eigen muziek en ze merkt op dat dit niet de norm is in jazz in een van haar liedjes, This for Joe, na een clubmanager die boos op haar werd omdat ze originelen zong. Haar publicatie Black Lace Freudian Slip uit 2011 bevat slechts drie nummers, die ze niet heeft geschreven en een daarvan is geschreven door haar zoon Michael A. Croan, die met haar op het nummer optreedt.
Ze bracht in 2007-2009 ook een aantal singles uit, gericht op daklozenkwesties (This Is Not a Protest Song) en de raciale problemen in Jena (Louisiana) (3 Nooses Hanging).
Naast haar puur muzikale werken heeft ze ook de one-woman-show Slut Energy Theory - U'Dean met woorden en muziek geschreven, geproduceerd en opgevoerd, waarin ze de reis van seksueel misbruik naar zelfrespect verkent. Meer recente producties van de show hebben de titel simpelweg ingekort tot Slut Energy Theory. De soundtrack van deze show is vrijgegeven.

## Privéleven
René Marie trouwde op 18-jarige leeftijd en was op 23-jarige leeftijd moeder van twee kinderen. Toen haar man na 23 jaar huwelijk een ultimatum stelde om te stoppen met zingen of te vertrekken, koos ze muziek boven haar turbulente huwelijk.

## Discografie
- 1999: Renaissance (Flat 5, als René Croan)
- 2000: How Can I Keep from Singing? (Maxjazz)
- 2001: Vertigo (Maxjazz)
- 2003: Live at the Jazz Standard (Maxjazz)
- 2004: Serene Renegade (Maxjazz)
- 2007: Experiment in Truth
- 2011: Black Lace Freudian Slip (Motema)
- 2011: Voice of My Beautiful Country (Motema)
- 2013: I Wanna Be Evil: With Love to Eartha Kitt (Motema)
- 2016: Sound of Red (Motema)
- 2018: Darius de Haas, Rene Marie, Karen Oberlin, Janis Siegel, Ice on the Hudson: Songs door Renee Rosnes en David Hajdu (SMK)